# Goticisme

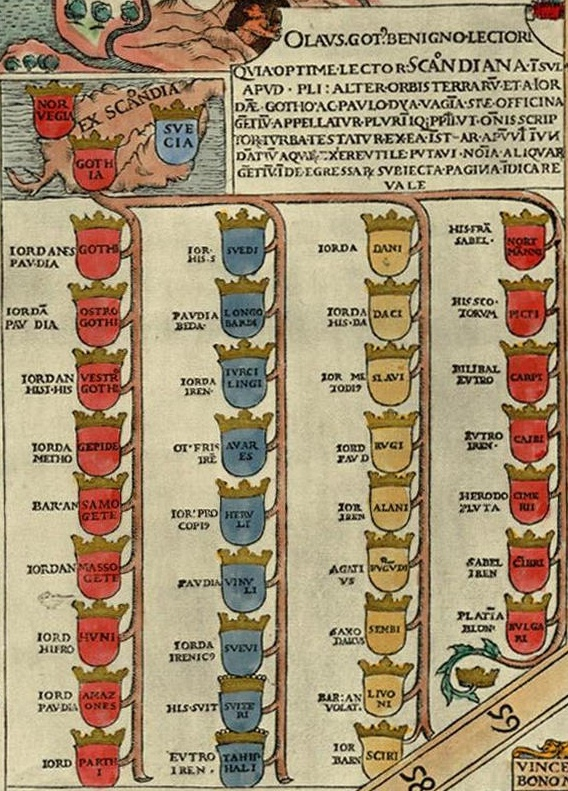
Stamboom van volkeren afstamden van de Scandinavische goten. Door Johannes en Olaus Magnus. (1539)

Het goticisme (Zweeds: göticism) was een Zweedse proto-nationalistische stroming, die veel invloed had op het Zweedse hof in de 16e en 17e eeuw. De stroming was gebaseerd op het idee dat de Zweden afstamden van de Goten en daarmee tot een "superieur" volk behoorden. Zweden zou het oudste koninkrijk ter wereld zijn, en de Zweedse taal zou het nauwst verwant zijn aan de oorspronkelijk in het Hof van Eden gesproken oertaal. De geleerden Nils Ragvaldsson, Johannes Magnus, Olaus Magnus en Olof Rudbeck de Oudere hebben belangrijke bijdragen geleverd aan de ontwikkeling van de stroming.

## Geschiedenis

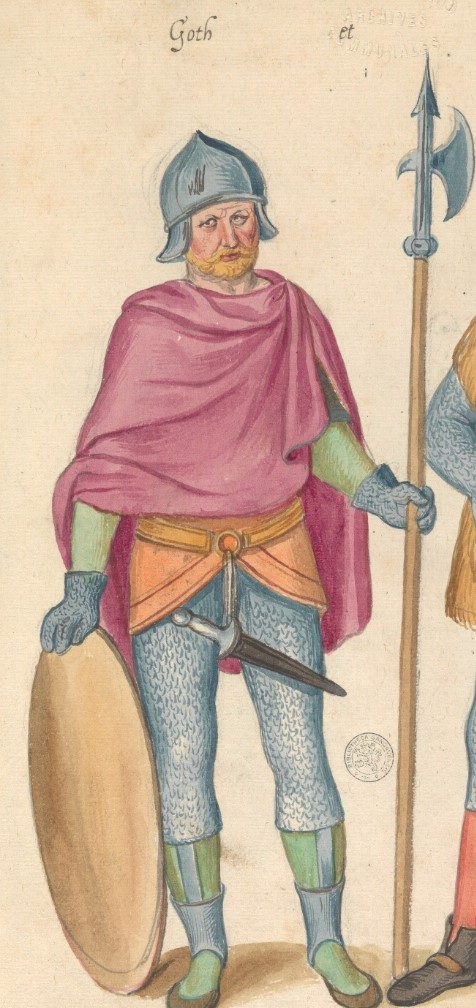
Zestiende-eeuwse perceptie van de Goten, geïllustreerd in het kostuumboek "Théâtre de tous les peuples et nations de la terre avec leurs habits et ornemens divers, tant anciens que modernes, diligemment depeints au naturel". Gemaakt door Lucas d'Heere in de 2e helft van de 16e eeuw. Bewaard in de Universiteitsbibliotheek Gent.

Uit de middeleeuwen zijn al enkele bronnen bekend die beweren dat de Zweden afstamden van de Goten. Tijdens het Concilie van Bazel (1431 - 1433) beweerde Nils Ragvaldsson, de bisschop van Växjö, dat de Zweedse koning Erik VII van Pommeren door zijn gotische afstamming superieur was aan de andere christelijke koningen.
Tijdens de Deense overheersing van Zweden in de Kalmarunie versterkte het goticisme het solidariteitsgevoel van de Zweedse adel. Vooral door het boek Historia de omnibus gothorum sueonumque regibus (Geschiedenis van alle koningen van Goten en Zweden) door Johannes en Olaus Magnus werd de stroming ook zeer invloedrijk aan het Zweedse hof. De Zweedse koningen, vooral Gustaaf II Adolf, gebruikten het goticisme als ideologische basis voor Zweedse expansie.
Hoewel vergelijkbare ideeën over de eigen nationale superioriteit ook aan andere Europese hoven voorkwamen, was het in Zweden een actieve ideologische kracht. In deze zin was alleen het in Polen voorkomende sarmatisme enigszins vergelijkbaar.